# 1619 Ueta
1619 Ueta este un asteroid din centura principală, descoperit pe 11 octombrie 1953, de Tetsuyasu Mitani.